# Jeff Koons
Jeffrey "Jeff" Koons, född 21 januari 1955 i York i Pennsylvania, är en amerikansk målare, grafiker och skulptör.
Jeff Koons utbildade sig vid School of the Art Institute of Chicago och vid The Maryland Institute College of Art, innan han flyttade till New York 1977. För att finansiera sitt konstnärliga arbete sålde han bland annat medlemskap på Museum of Modern Art och var börsmäklare på Wall Street.
Jeff Koons slog igenom under 1980-talet, då han uppmärksammades för sin konceptkonst och sina readymades i form av dammsugare i utställningsmontrar. Vad som utmärker Jeff Koons skulpturer är ofta ett stort format och användandet av andra material än vad förlagan har, med utgångspunkt i bland annat leksaker och bruksföremål. 
Hans verk kännetecknas ofta av glädje, barnslighet och begär och hans konstserier bär namn som Banality, Made in Heaven, Easyfun och Celebration.
Han var 1991–1992 gift  med den tidigare porrskådespelerskan och politikern Ilona Staller, även känd som Cicciolina.
Jeff Koons konstverk betingar höga priser på konstauktioner. Han blev vid en auktion på Christie's i november 2013 världens dittills högst betalde konstnär med drygt 390 miljoner kronor för en orange ballonghundskulptur, en av fem likadana i en serie.

## Galleri

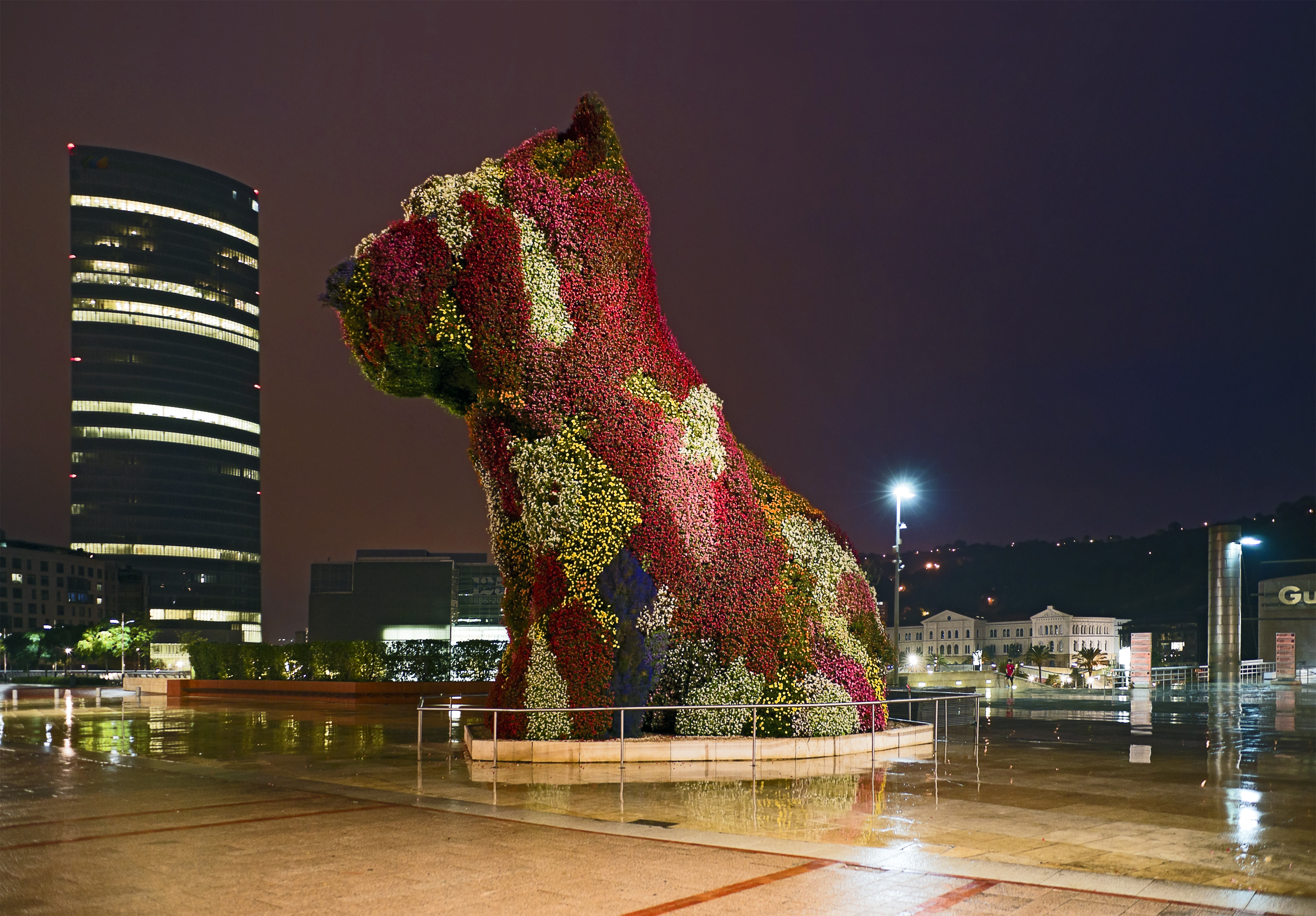
Puppy utanför Guggenheimmuseet i Bilbao.
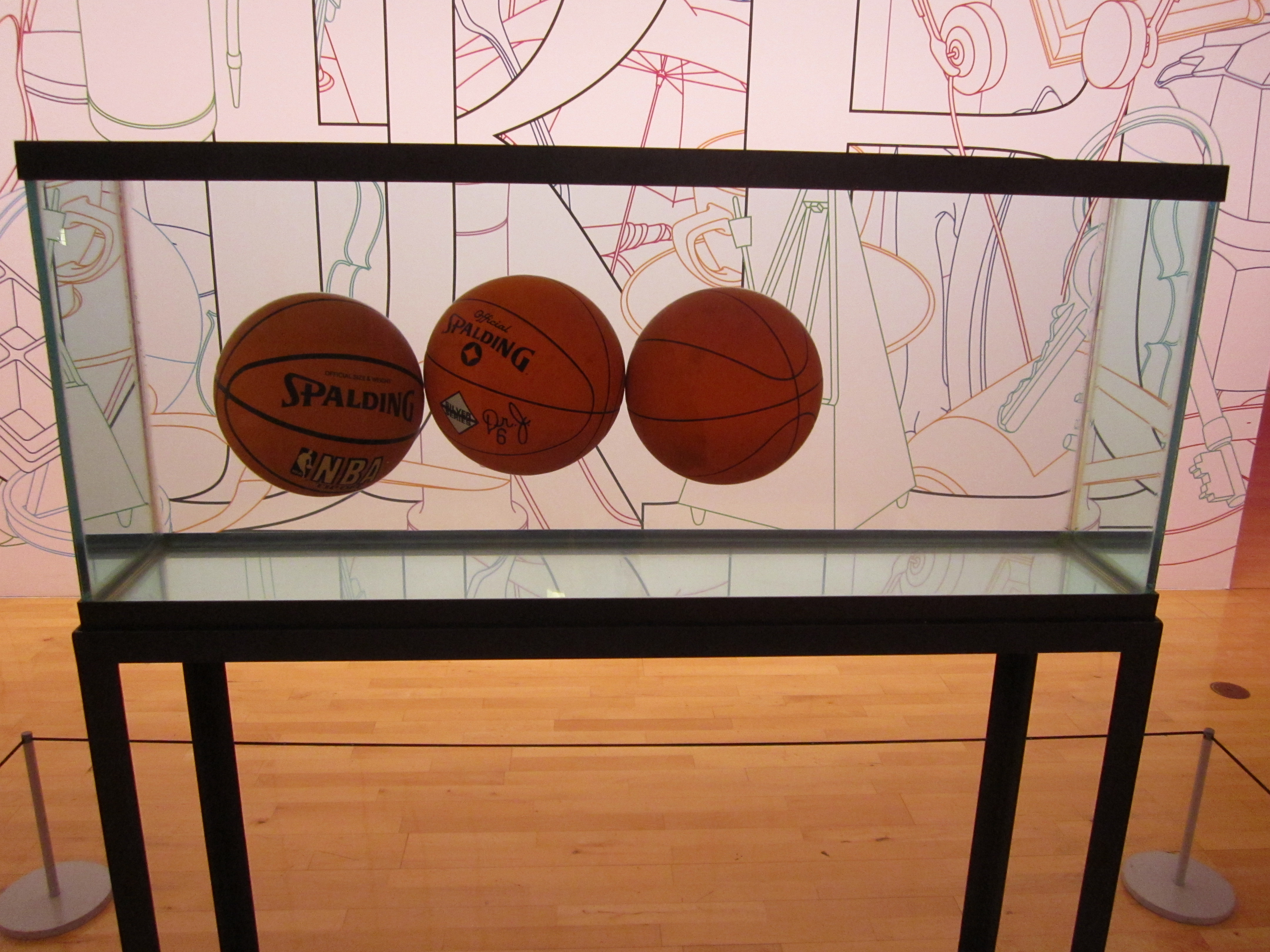
Three Ball Total Equilibrium Tank.
- Jeff Koons i Matt Black's Reflections.

Koons är representerad vid bland annat Moderna museet, Museum of Modern Art, National Gallery of Victoria, Whitney Museum of American Art, Art Institute of Chicago, Guggenheimmuseet, Smithsonian American Art Museum, San Francisco Museum of Modern Art, Tate Modern, Centre Pompidou, Yale University Art Gallery,